# Opadajući prinosi
U ekonomiji, opadajući prinosi predstavljaju smanjenje marginalnog (inkrementalnog) outputa (izlaza) proizvodnog procesa, jer se količina jednog faktora proizvodnje postepeno povećava, a količine svih ostalih faktora proizvodnje ostaju konstantne.
Zakon o opadajućim prinosima navodi da u svim proizvodnim procesima, povećanje količine samo jednog faktora proizvodnje, pri čemu su ostali faktori konstantni, "ceteris paribus", nakon određenog vremena dovodi do nižeg marginalnog prinosa po jedinici. Zakon o opadajućim prinosima ne podrazumeva da dodavanje jednog faktora smanjuje ukupnu proizvodnju, što bi bio negativan prinos, iako je to u stvari uobičajeno.
Uobičajeni primer je dodavanje novih ljudi na radno mesto, kao što je sklapanje automobila u fabrici. U nekom trenutku, dodavanje radnika dovodi do brojnih problema. Na primer, radnici moraju da se mimoilaze i pri tom smetaju jedni drugima ili su često prinuđeni da čekaju pristup nekom delu. U svim ovim procesima, proizvodnja dodatne jedinice outputa (izlaza) će u nekom trenutku koštati sve više po jedinici vremena zbog toga što se inputi (ulazi) koriste manje efikasno. Još jedan poznat primer dodavanja ljudskih resursa koji dovodi do smanjenja efikasnosti je Bruksov zakon.
Zakon opadajućih prinosa je osnovni princip ekonomije, a takođe ima centralnu ulogu u teoriji proizvodnje.

## Istorija
Koncept opadajućih prinosa proučavali su i neki od prvih poznatih ekonomista kao što su Johan Hajnrih fon Tinen, Žak Tirgo (Jackues Turgot), Adam Smit, Džejms Stjuart (James Steuart), Tomas Robert Maltus i Dejvid Rikardo. Međutim, klasični ekonomisti kao što su Maltus i Rikardo pripisuju sukcesivno opadanje outputa smanjenju kvaliteta inputa. Neoklasični ekonomisti pretpostavljaju da je svaka "jedinica" rada identična. Opadajući prinosi su rezultat toga što je čitav proces proizvodnje poremećen dodavanjem jedinica rada na fiksni iznos kapitala. Zakon o opadanju prinosa predstavlja značajan faktor u poljoprivredi.

## Opadanje marginalnih prinosa
Važna karakteristika opadanja marginalnih prinosa je da, kako se povećavaju ukupne investicije, ukupan povraćaj investicije izražen kao procenat ukupne investicije (prosečan proizvod ili povraćaj) se smanjuje. Pretpostavimo, na primer, da 1 kilogram zasađenog semena donosi jednu tonu useva, da 2 kg donose 1,5 tonu, a 3 kg semena 1,75 tona. Prema formuli, {\displaystyle {i}}-ti kg semena doneće {\displaystyle {\frac {1}{2^{i-1}}}} dodatnih tona useva. Prinos od investiranja biće 1 t/kg za prvi kilogram. Za drugi kilogram, prinos će biti 1,5/2 = 0,75 t/kg, a za treći 1,75/3 = 0,58 t/kg.
Opadanje marginalnih prinosa može se predstaviti formulom:
{\displaystyle {\text{D}}={\frac {1}{X}}\sum _{i=1}^{X}{\frac {1}{2^{i-1}}}}
gde je {\displaystyle {\text{X}}} = količina semena u kilogramima, a {\displaystyle {\frac {1}{2^{i-1}}}} = dodatni prinos useva, za {\displaystyle {i}}-ti kilogram semena.
Zamenom {\displaystyle {\text{X}}} = 3 i proširenjem dobija se:
{\displaystyle {\text{D}}={\frac {1}{3}}\sum _{i=1}^{3}{\frac {1}{2^{i-1}}}}
{\displaystyle ={\frac {1}{3}}\cdot \left({\frac {1}{2^{1-1}}}+{\frac {1}{2^{2-1}}}+{\frac {1}{2^{3-1}}}\right)}
{\displaystyle ={\frac {1}{3}}\cdot \left({\frac {1}{2^{0}}}+{\frac {1}{2^{1}}}+{\frac {1}{2^{2}}}\right)}
{\displaystyle ={\frac {1}{3}}\cdot \left({\frac {1}{1}}+{\frac {1}{2}}+{\frac {1}{4}}\right)={\frac {1.75}{3}}}
{\displaystyle =0.58{\overline {3}}{\text{ t/kg}}}
Drugi primer je fabrika koja ima fiksni kapital, alate i mašine i varijabilno snabdevanje radom. Kako firma povećava broj radnika, ukupna proizvodnja raste, ali po stalno opadajućoj stopi. To je zato nakon određenog vremena u fabrici postoji preveliki broj ljudi i radnici su prinuđeni da dugo čekaju kako bi koristili mašine. Dugoročno rešenje ovog problema je povećanje kapitala, odnosno kupovina više mašina i izgradnja više fabrika.

## Prinosi i troškovi
Postoji obrnuta zavisnost između prinosa inputa i troškova proizvodnje. Pretpostavimo da kilogram semena košta jedan dolar, pri čemu se ova cena ne menja. Iako postoje drugi troškovi, pretpostavimo da oni ne zavise od količine outputa i stoga su fiksni troškovi. Jedan kilogram semena donosi jednu tonu useva, stoga proizvodnja prve tone useva košta jedan dolar, odnosno, za prvu tonu outputa marginalni trošak je 1 dolar po toni. Ukoliko nema drugih promena i ako drugi kilogram zasađenog semena daje samo polovinu outputa prvog, marginalni trošak iznosi 1 dolar po polovini tone outputa, odnosno 2 dolara po toni. Slično tome, ako treći kilogram semena donosi samo četvrtinu tone, onda marginalni trošak iznosi 1 dolar po četvrtini tone, odnosno 4 dolara po toni. Stoga, opadanje marginalnih prinosa podrazumeva povećanje marginalnih troškova i povećanje prosečnih troškova.
Troškovi se takođe mogu meriti u smislu oportunitetnih troškova. U ovom slučaju zakon se odnosi i na društva - oportunitetni troškovi proizvodnje jedne jedinice dobra se povećavaju kako društvo pokušava da proizvede više tog dobra. Ovim se objašnjava granica proizvodnih mogućnosti.